# ویبرافون
ویبرافون سازی از خانوادهٔ سازهای کوبه‌ای است.
شکل ویبرافون شبیه به سازهای زیلوفون و ماریمبا است، با این تفاوت که قطعه‌های آن از جنس آلومینیوم هستند. این قطعه‌ها طول‌های متفاوت دارند و به همین دلیل، نُت‌های گوناگون را اجرا می‌کنند. ویبرافون می‌تواند مانند پیانو دارای پدال باشد.

## ویژگی
سازی است جدیدتر و شبیه زیلوفون که ریشه‌ای آفریقایی دارد. در زیر هر نوار آلومینیومی لوله‌ای فلزی قرار دارد که ارتعاش صدای وارد آمده بر نوار آلومینیومی را تقویت می‌کند و در ابتدای هر لوله دریچه‌ای است که در محور خود می‌چرخد و هوای داخل لوله را باز و بسته می‌کند.

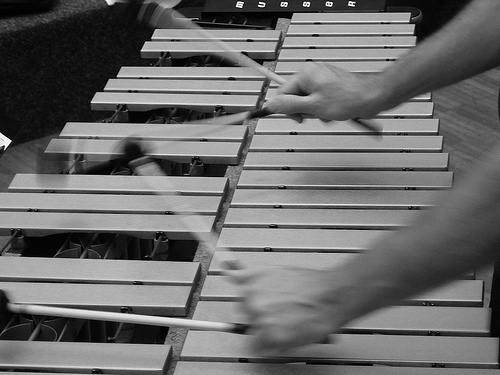
ویبرافون